# Liste des UNESCO-Welterbes in Amerika
Auf dieser Seite sind nach Staaten geordnet die UNESCO-Welterbestätten in dem Doppelkontinent Amerika aufgelistet. Ausführlichere Darstellungen mit Kurzbeschreibung und Bildern der Welterbestätten finden sich in den verlinkten Übersichtsartikeln zum Welterbe der einzelnen Staaten.
- Die Zahl am Anfang jeder Zeile bezeichnet das Aufnahmejahr der Stätte in die Welterbeliste.
- Stätten des Weltkulturerbes sind mit „K“ markiert, Stätten des Weltnaturerbes mit „N“, gemischte Stätten mit „K/N“.
- Welterbestätten, die die UNESCO als besonders gefährdet eingestuft und auf der Liste des gefährdeten Welterbes („Rote Liste“) eingetragen hat, sind zusätzlich mit einem „G“ gekennzeichnet.

## Antigua und Barbuda
- 2016 – Marinewerft auf Antigua und zugehörige archäologische Stätten (K)

## Argentinien
- 1981 – Nationalpark Los Glaciares (N)
- 1984 – Nationalpark Iguazú (N)
- 1984 – Die Jesuitenreduktionen der Guaraní: San Ignacio Miní, Nuestra Señora de Santa Ana, Nuestra Señora de Loreto und Santa Maria la Mayor (K, transnational mit Brasilien)
- 1999 – Halbinsel Valdés (N)
- 1999 – Cueva de las Manos, Río Pinturas (K)
- 2000 – Naturparks Ischigualasto und Talampaya (N)
- 2000 – Jesuitenblock und Estanzias von Córdoba (K)
- 2003 – Quebrada de Humahuaca (K)
- 2014 – Qhapaq Ñan – Anden-Straßensystem (K, transnational mit Bolivien, Chile, Ecuador, Kolumbien, Peru)
- 2016 – Das architektonische Werk von Le Corbusier (K, transnational), aus Argentinien das Casa Curutchet
- 2017 – Nationalpark Los Alerces (N)
- 2023 – ESMA-Museum und Ort der Erinnerung – ehemaliges geheimes Zentrum für Inhaftierung, Folter und Vernichtung (K)

## Barbados
- 2011 – Historisches Bridgetown und Garnison (K)

## Belize
- 1996 – Naturreservat Barriereriff von Belize (K)

## Bolivien

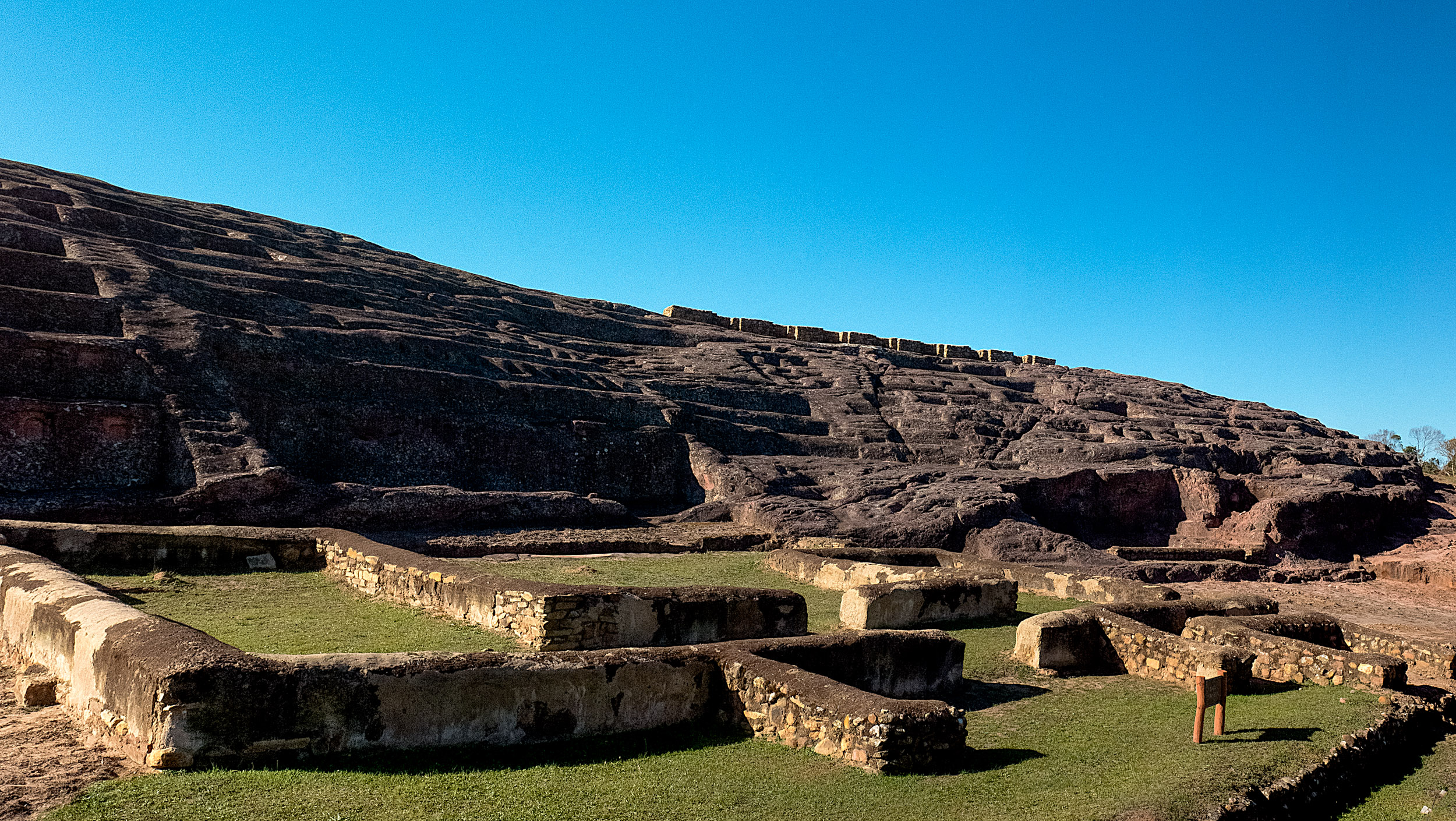
Samaipata

- 1987 – Potosí, Stadt und Silberminen (K, G)
- 1990 – Jesuitenmissionen der Chiquitos (K)
- 1991 – Altstadt von Sucre (K)
- 1998 – Vorkolumbianische Festung Samaipata (K)
- 2000 – Nationalpark Noel Kempff Mercado (N)
- 2000 – Vorkolumbianische Ruinen von Tiahuanaco (K)
- 2014 – Qhapaq Ñan, Anden-Straßensystem (K, transnational mit Argentinien, Chile, Ecuador, Kolumbien, Peru)

## Brasilien

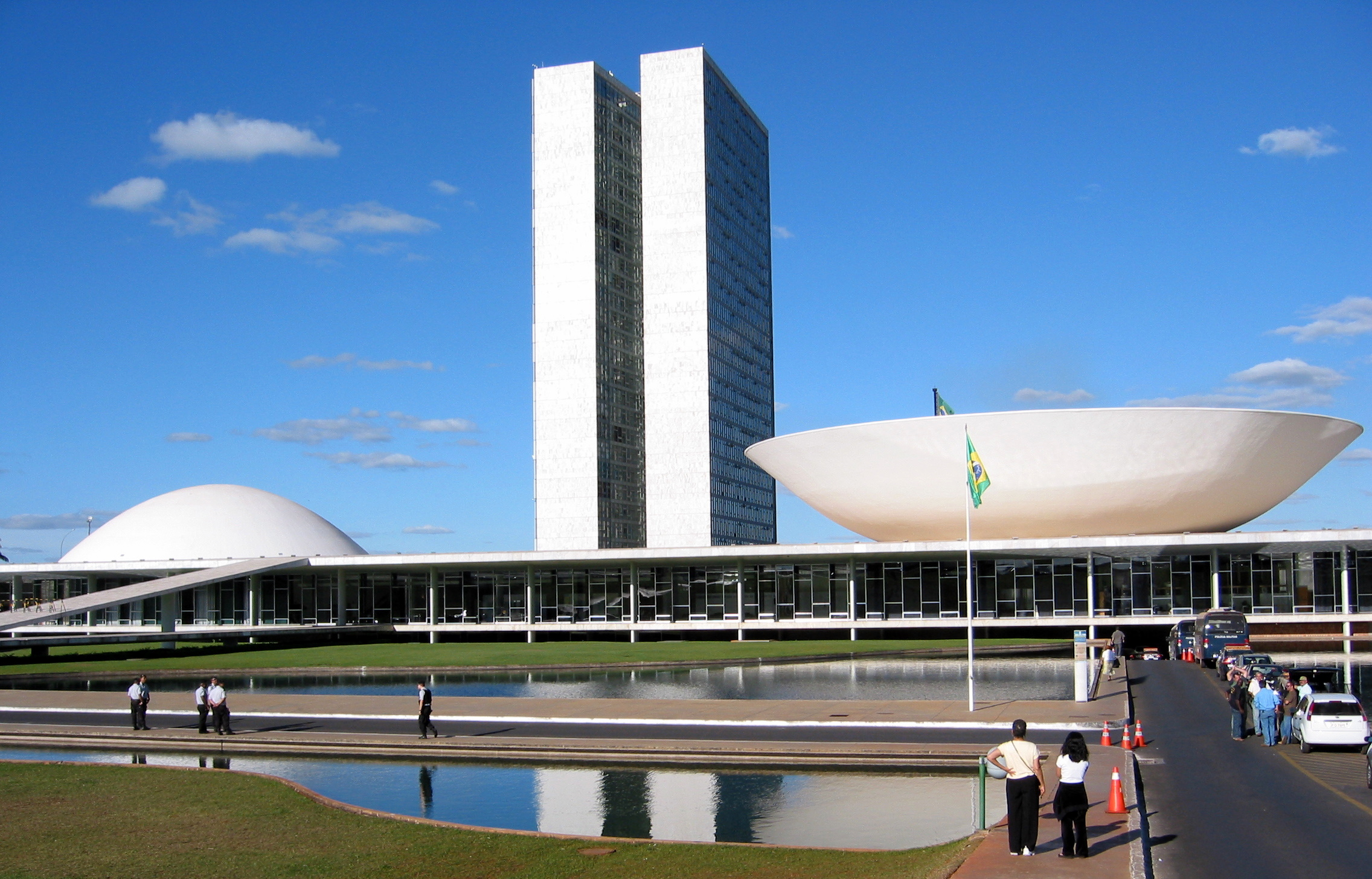
Kongressgebäude in Brasilia

- 1980 – Altstadt von Ouro Preto (K)
- 1982 – Altstadt von Olinda (K)
- 1983/1984 – Die Jesuitenreduktionen der Guaraní: Ruinen von São Miguel das Missões (K, transnational mit Argentinien)
- 1985 – Historisches Zentrum von Salvador da Bahia (K)
- 1985 – Wallfahrtskirche „Bom Jesus de Matosinhos“ von Congonhas (K)
- 1986 – Nationalpark Iguaçu (N)
- 1987 – Hauptstadt Brasília (K)
- 1991 – Nationalpark Serra da Capivara mit Felszeichnungen (K)
- 1997 – Historischer Stadtkern von São Luís (K)
- 1999 – Historisches Zentrum von Diamantina (K)

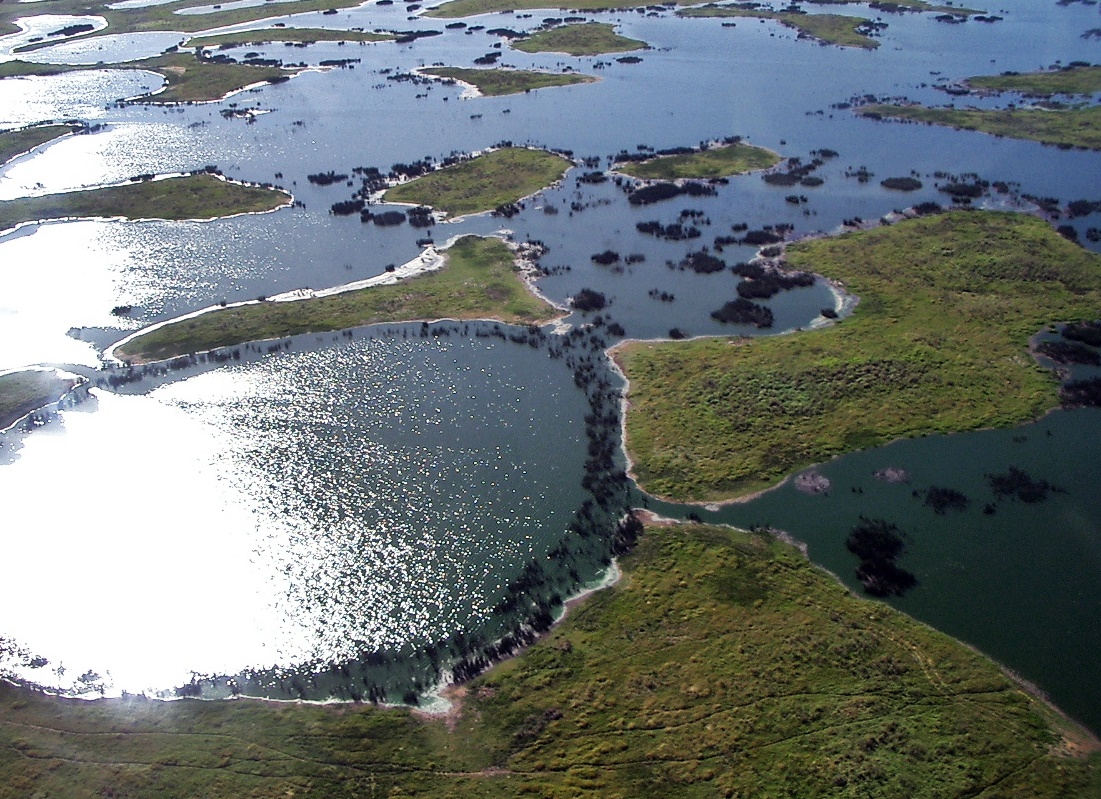
Feuchtgebiet Pantanal

- 1999 – Mata Atlântica der Costa do Descobrimento (N)
- 1999 – Südöstlicher Mata Atlântica (N)
- 2000 – Schutzgebiet Zentral-Amazonas mit Nationalpark Jaú (N)
- 2000 – Der geschützte Bereich des Feuchtgebietes Pantanal (N)
- 2001 – Historisches Zentrum von Goiás Velho (K)
- 2001 – Nationalparks Chapada dos Veadeiros und Emas (N)
- 2001 – Inselreservat Fernando de Noronha / Rocas-Atoll (N)
- 2010 – São Francisco-Platz von São Cristóvão (K)
- 2012 – Rio de Janeiro: Carioca-Landschaft zwischen Bergen und Meer (K)
- 2016 – Modernistisches Gebäudeensemble von Pampulha (K)
- 2017 – Archäologische Stätte Valongo-Kai (K)
- 2019 – Paraty und Ilha Grande – Kultur und Biodiversität (K/N)
- 2021 – Roberto-Burle-Marx-Stätte (K)
- 2024 – Nationalpark Lençóis Maranhenses (N)

## Chile
- 2000 – Holzkirchen von Chiloé (K)

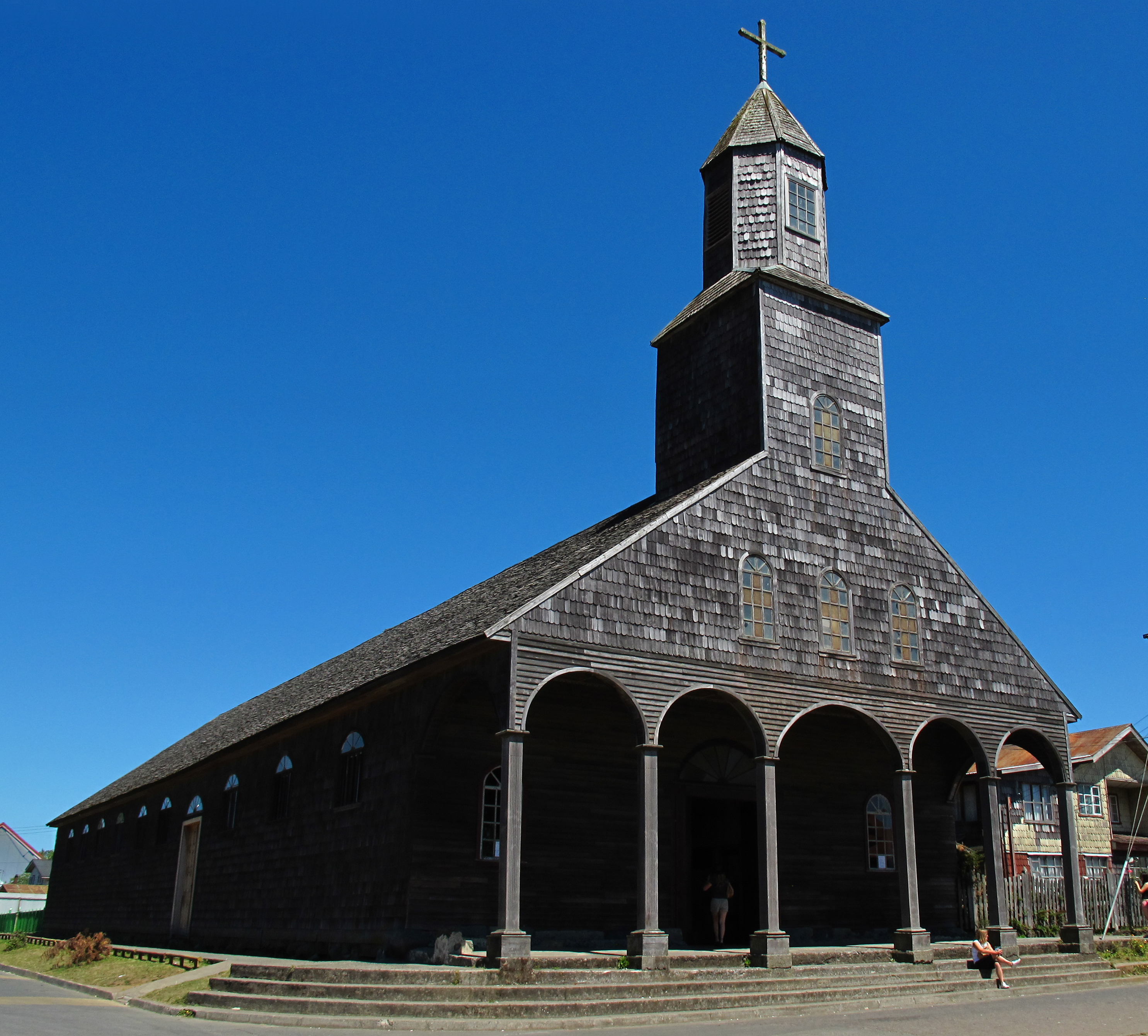
Holzkirche Santa María de Loreto in Achao

- 2003 – Historisches Viertel der Hafenstadt Valparaíso (K)
- 2005 – Die Humberstone- und Santa-Laura-Salpeterwerke in der Atacama-Wüste (K)
- 2006 – Kupferminenstadt Sewell (K)
- 2014 – Qhapaq Ñan, Anden-Straßensystem (K, transnational mit Argentinien, Bolivien, Ecuador, Kolumbien, Peru)
- 2021 – Siedlungen und künstliche Mumifizierung der Chinchorro-Kultur in Arica y Parinacota (K)

Chile hat auch eine Welterbestätte außerhalb Amerikas, siehe Liste des UNESCO-Welterbes in Australien und Ozeanien.

## Costa Rica
- 1983 – Talamanca-Gebirge und Nationalpark La Amistad (N)
- 1997 – Nationalpark Kokosinseln (N)
- 1999 – Schutzgebiete in Guanacaste: Nationalparks Santa Rosa, Guanacaste und Rincón de la Vieja (N)
- 2014 – Präkolumbianische Siedlungen und Steinkugeln der Diquis (K)

## Dänemark

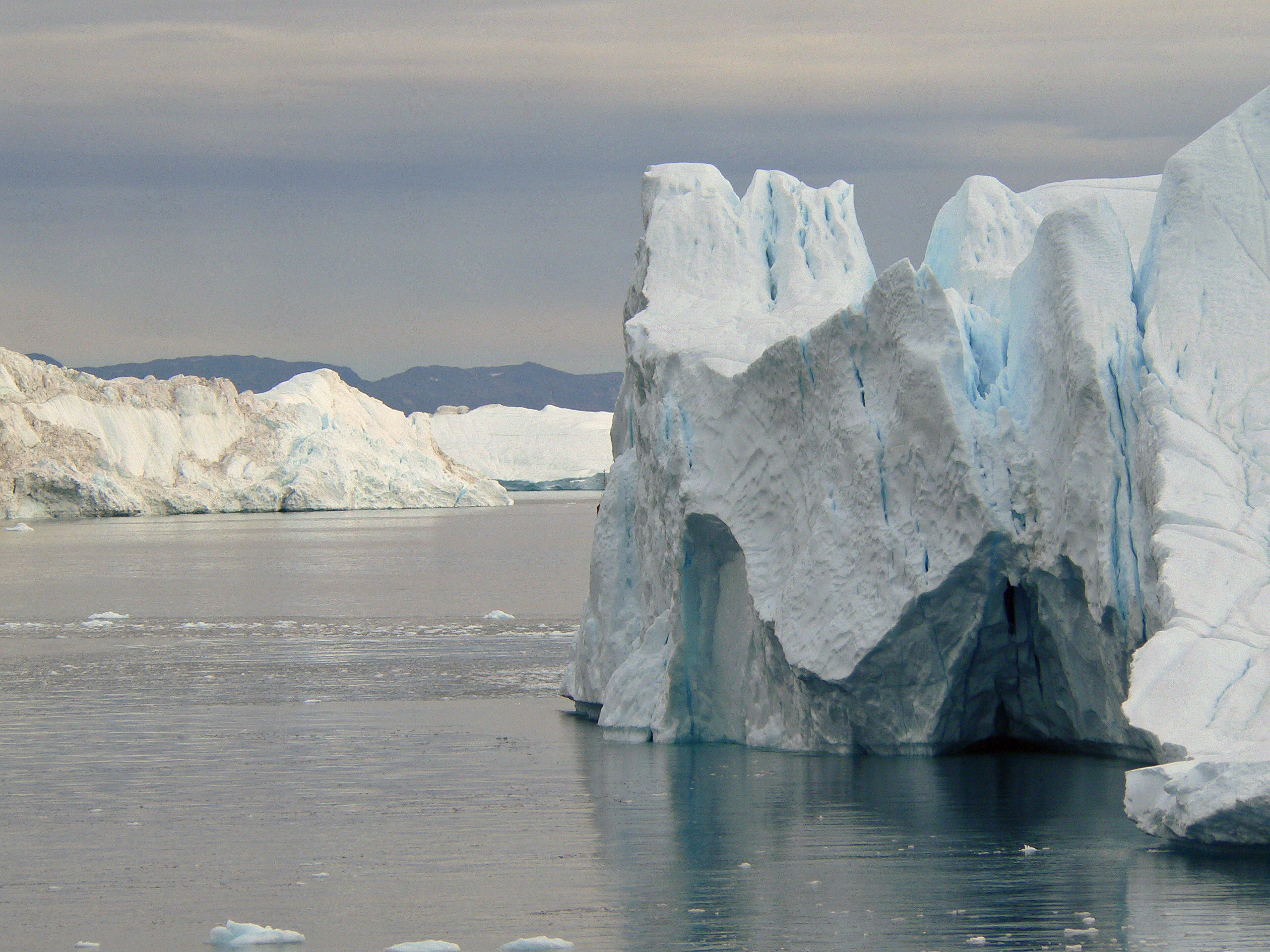
Ilulissat-Eisfjord

- 2004 – Ilulissat-Eisfjord auf Grönland (N)
- 2017 – Kujataa auf Grönland: eine nordische und Inuit-Agrarlandschaft am Rand der Eisdecke (K)
- 2018 – Aasivissuit – Nipisat. Jagdgründe der Inuit zwischen Eis und Meer (K)

## Dominica
- 1997 – Nationalpark Morne Trois Pitons (N)

## Dominikanische Republik
- 1990 – Historische Altstadt von Santo Domingo (K)

## Ecuador
- 1978 – Galapagosinseln (N)
- 1978 – Stadtzentrum von Quito (K)
- 1983 – Nationalpark Sangay (N)

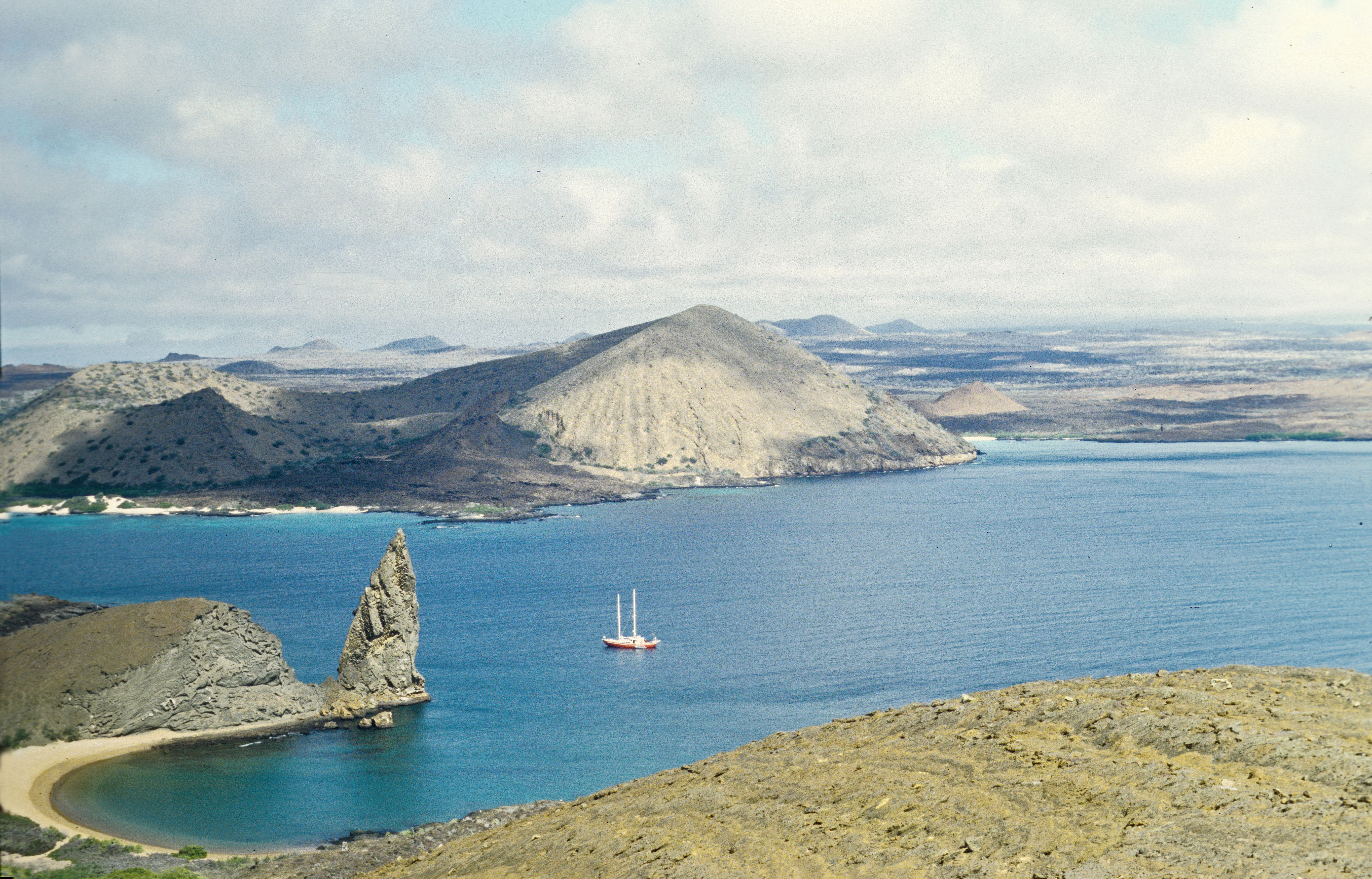
Insel Bartolomé der Galapagosinseln

- 1999 – Historisches Zentrum von Santa Ana de los Rios de Cuenca (K)
- 2014 – Qhapaq Ñan – Anden-Straßensystem (K, transnational mit Argentinien, Bolivien, Chile, Kolumbien, Peru)

## El Salvador
- 1993 Ruinen von Joya de Cerén (K)

## Guatemala
- 1979 – Antigua Guatemala (K)
- 1979 – Nationalpark Tikal (K/N)

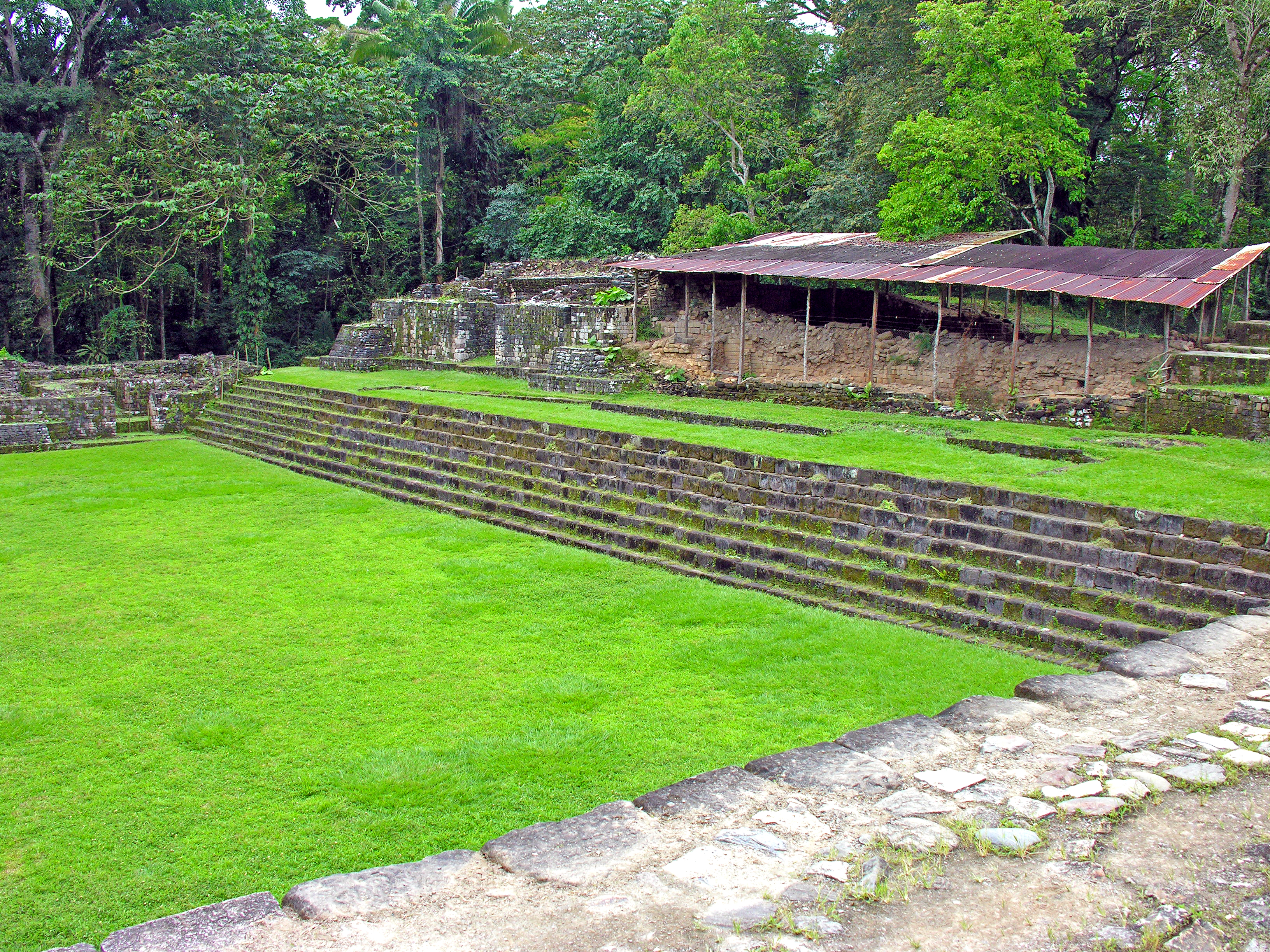
Quiriguá

- 1981 – Ruinen der Maya und archäologischer Park Quiriguá (K)

## Haiti
- 1982 – Historischer Nationalpark mit der Zitadelle La Ferrière, Schloss Sans Souci und die Ruinen Ramiers (K)

## Honduras

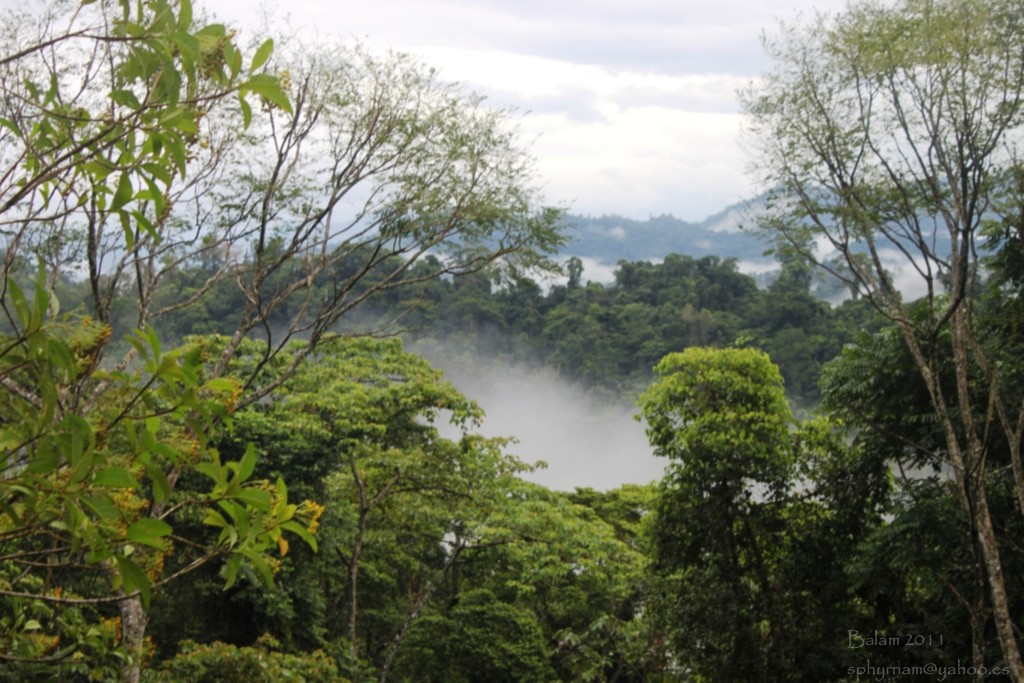
Biosphärenreservat Río Plátano

- 1980 – Ruinen der Maya von Copán (K)
- 1982 – Biosphärenreservat Río Plátano (N, G)

## Jamaika
- 2015 – Blue and John Crow Mountains National Park (K/N)

## Kanada

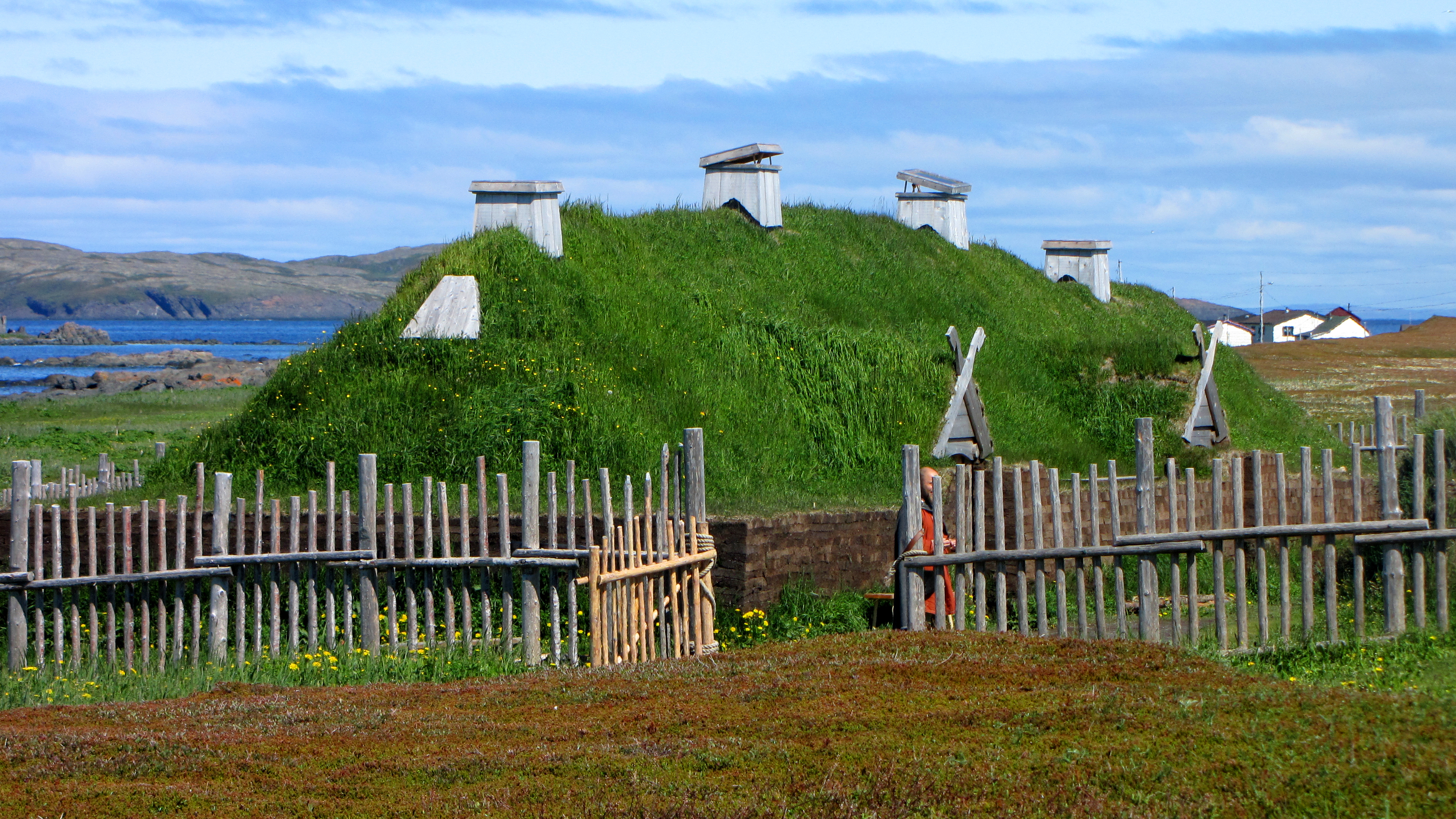
Rekonstruiertes Wikingerhaus in L’Anse aux Meadows

- 1978 – Historische Nationalstätte L’Anse aux Meadows (K)
- 1978 – Nahanni-Nationalpark (N)
- 1979 – Dinosaur Provincial Park in Alberta (N)
- 1979 – Kluane-Nationalpark und (1994) Tatshenshini-Alsek-Provinzpark (N), (Teil des Parksystems Kluane / Wrangell-St. Elias / Glacier Bay / Tatshenshini-Alsek)
- 1981 – SGaang Gwaii in Haida Gwaii (K)
- 1981 – Head-Smashed-In Buffalo Jump (K)
- 1983 – Wood-Buffalo-Nationalpark (N)
- 1984 – Canadian Rocky Mountain Parks, zusammenhängende National- und Provinzparks im kanadischen Teil der Rocky Mountains (N)
- 1985 – Altstadt von Québec (K)

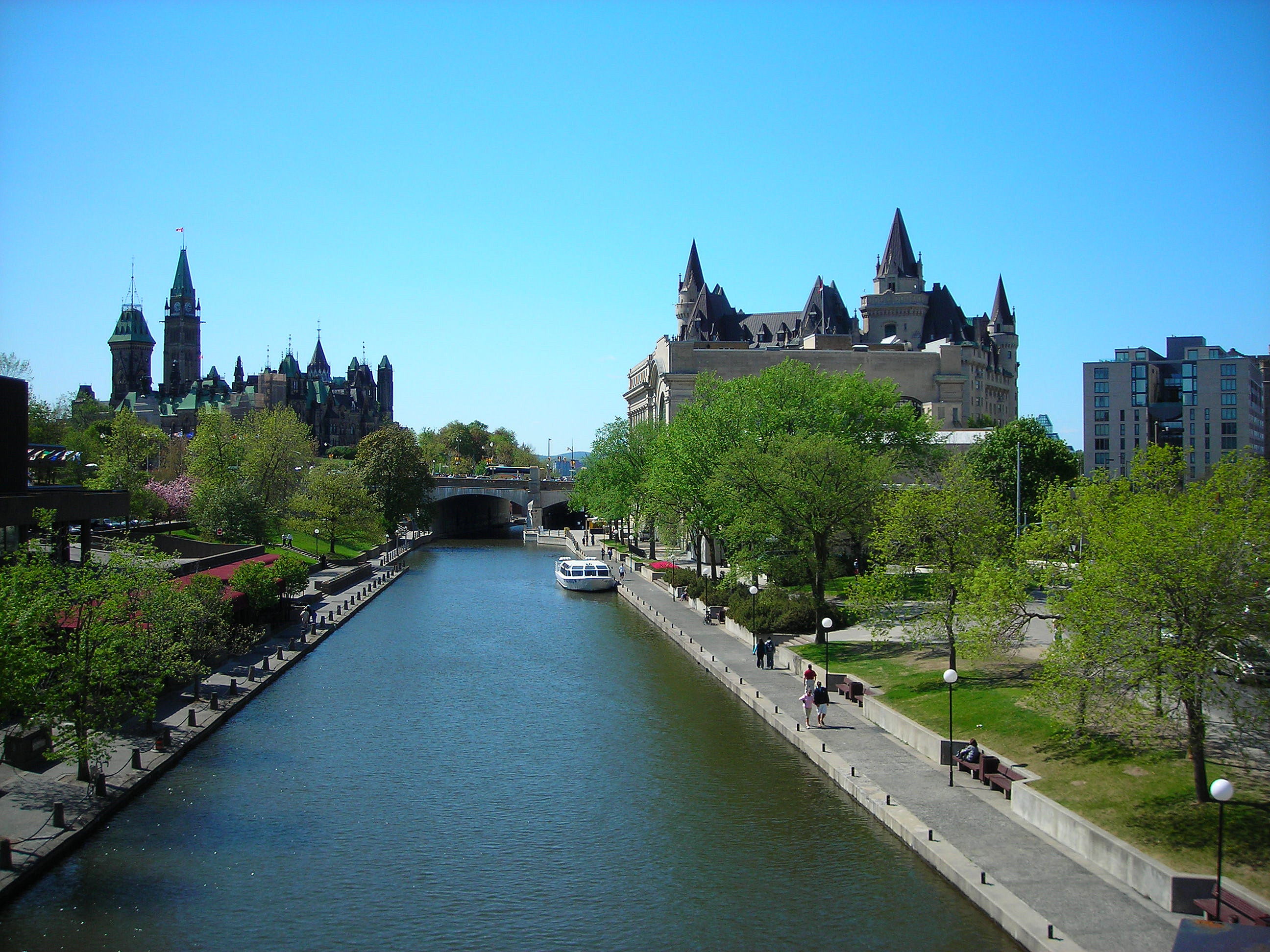
Rideau-Kanal

- 1987 – Gros-Morne-Nationalpark (N)
- 1995 – Altstadt von Lunenburg (K)
- 1995 – Waterton-Lakes-Nationalpark (N), (Teil des Waterton-Glacier International Peace Park)
- 1999 – Miguasha-Nationalpark (N)
- 2007 – Rideau-Kanal (K)
- 2008 – Joggins Fossil Cliffs (N)
- 2012 – Kulturlandschaft Grand Pré (K)
- 2013 – Red Bay (K)
- 2016 – Mistaken Point (N)
- 2018 – Pimachiowin Aki (K/N)

## Kolumbien

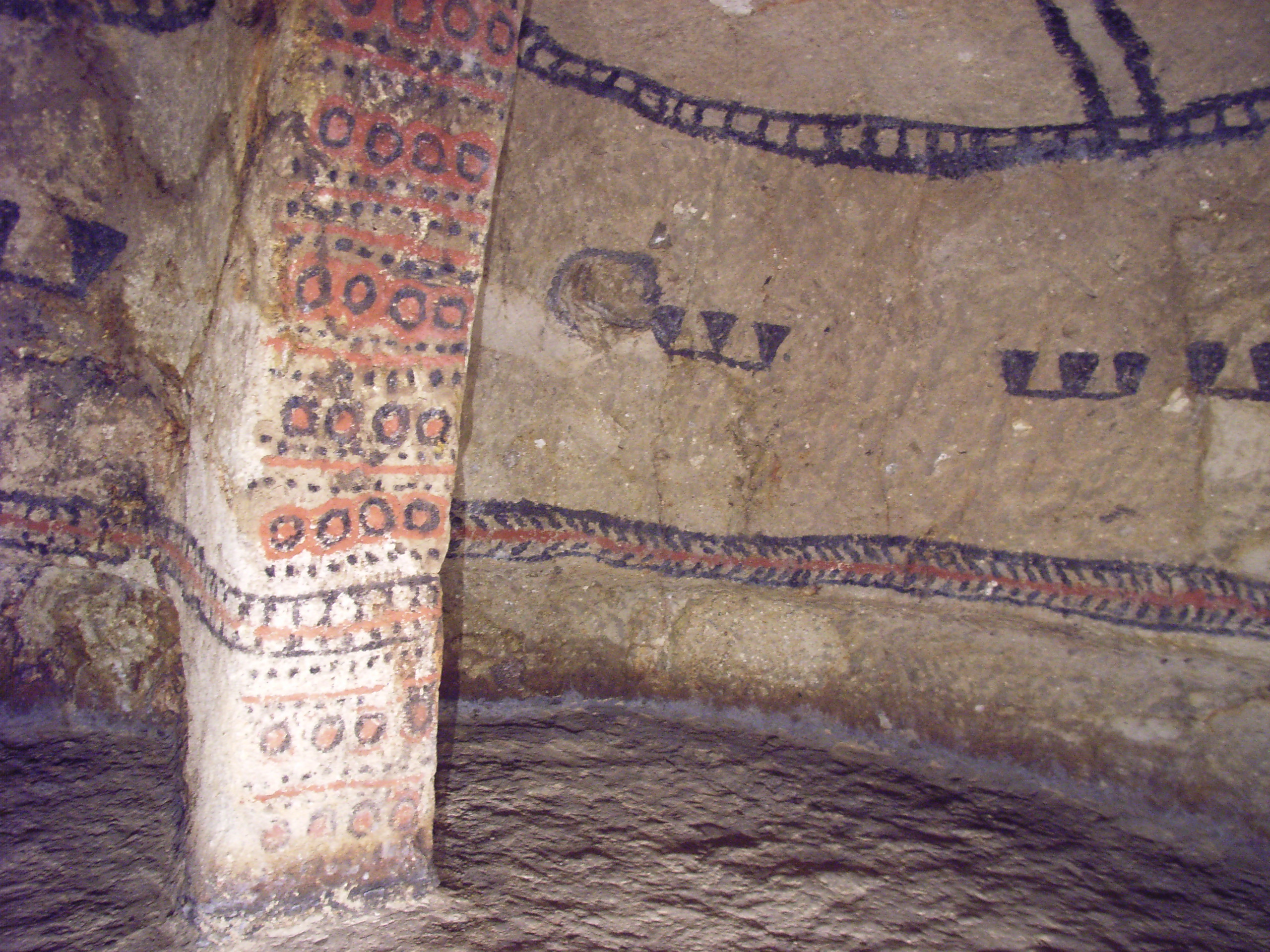
Grabkammer in Tierradentro

- 1984 – Hafen, Befestigungen und Baudenkmale der Stadt Cartagena (K)
- 1994 – Nationalpark Los Katíos (N)
- 1995 – Historisches Zentrum von Santa Cruz de Mompox (K)
- 1995 – Archäologischer Park Tierradentro (K)
- 1995 – Archäologischer Park San Agustín (K)
- 2006 – Insel und Naturreservat Malpelo (N)
- 2011 – Kaffee-Kulturlandschaft (K)
- 2014 – Qhapaq Ñan – Anden-Straßensystem (K, transnational mit Argentinien, Bolivien, Chile, Ecuador, Peru)

## Kuba

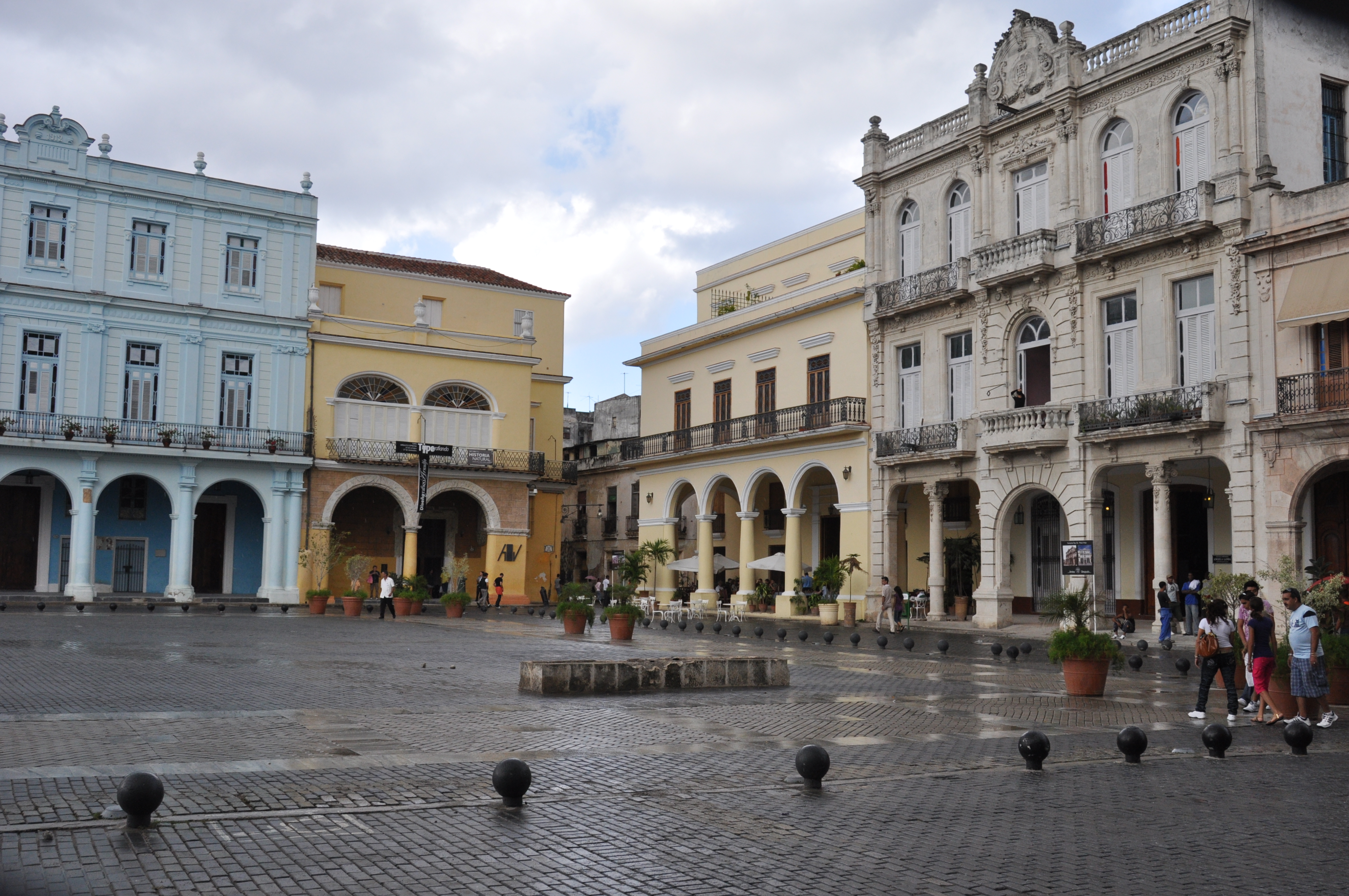
Plaza Vieja in der Altstadt von Havanna

- 1982 – Altstadt und Festungsanlagen von Havanna (K)
- 1988 – Trinidad und das Valle de los Ingenios (K)
- 1997 – Castillo de San Pedro de la Roca in Santiago de Cuba (K)
- 1999 – Nationalpark Desembarco del Granma (N)
- 1999 – Kulturlandschaft Valle de Viñales (K)
- 2000 – Archäologische Landschaft der ersten Kaffeeplantagen im Südosten Kubas (K)
- 2001 – Alexander-von-Humboldt-Nationalpark (N)
- 2005 – Historisches Stadtzentrum von Cienfuegos (K)
- 2008 – Historisches Stadtzentrum von Camagüey (K)

## Mexiko

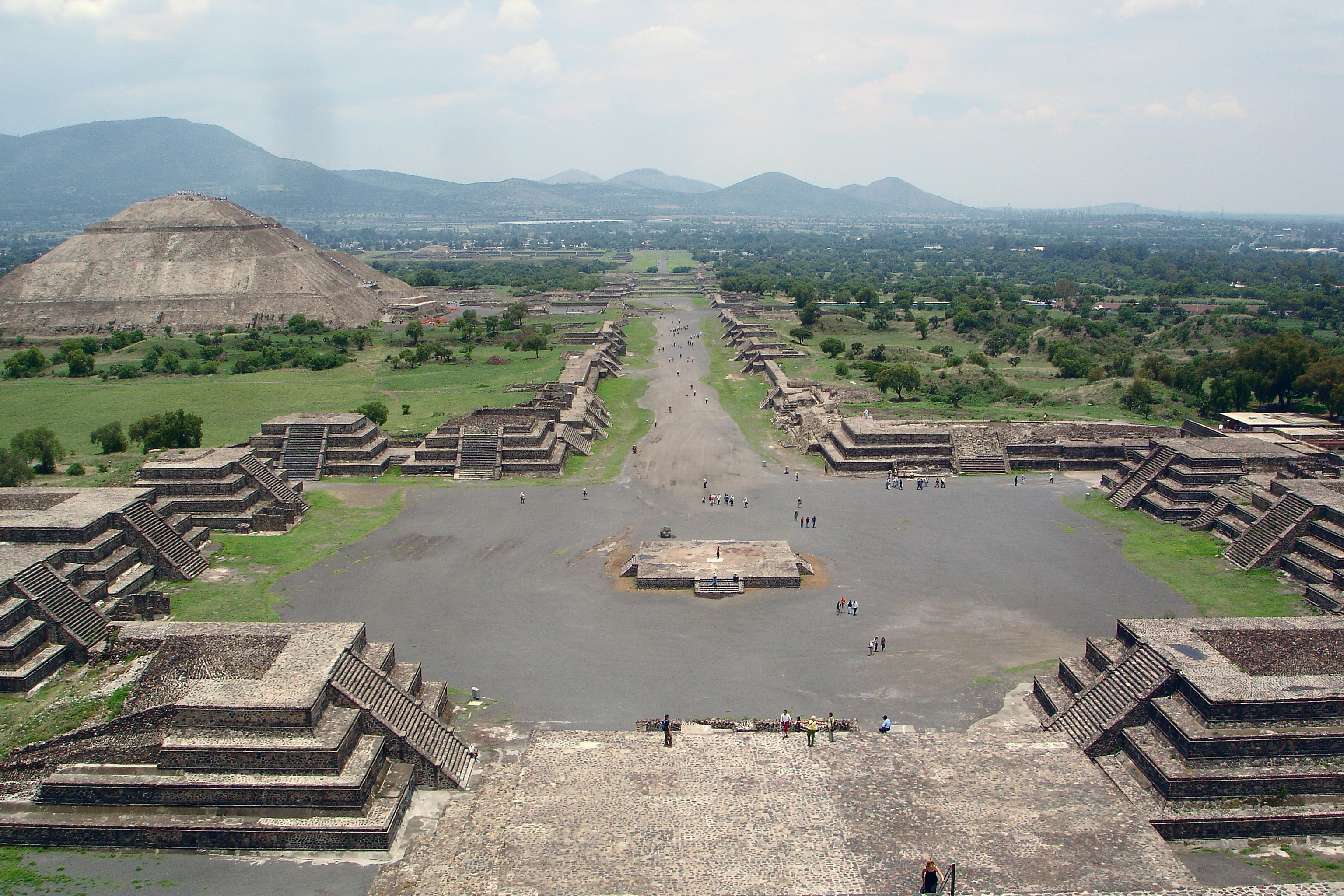
Teotihuacán

- 1987 – Historisches Zentrum von Mexiko-Stadt und Xochimilco (K)
- 1987 – Präkolumbische Stadt Palenque und Nationalpark (K)
- 1987 – Präkolumbische Stadt Teotihuacán (K)
- 1987 – Altstadt Oaxaca und die Ruinen von Monte Albán (K)
- 1987 – Historisches Zentrum von Puebla (K)
- 1987 – Biosphärenreservat Sian Ka'an (N)
- 1988 – Historisches Zentrum und die Bergwerksanlagen von Guanajuato (K)
- 1988 – Ruinen von Chichén Itzá (K)
- 1991 – Altstadt von Morelia (K)

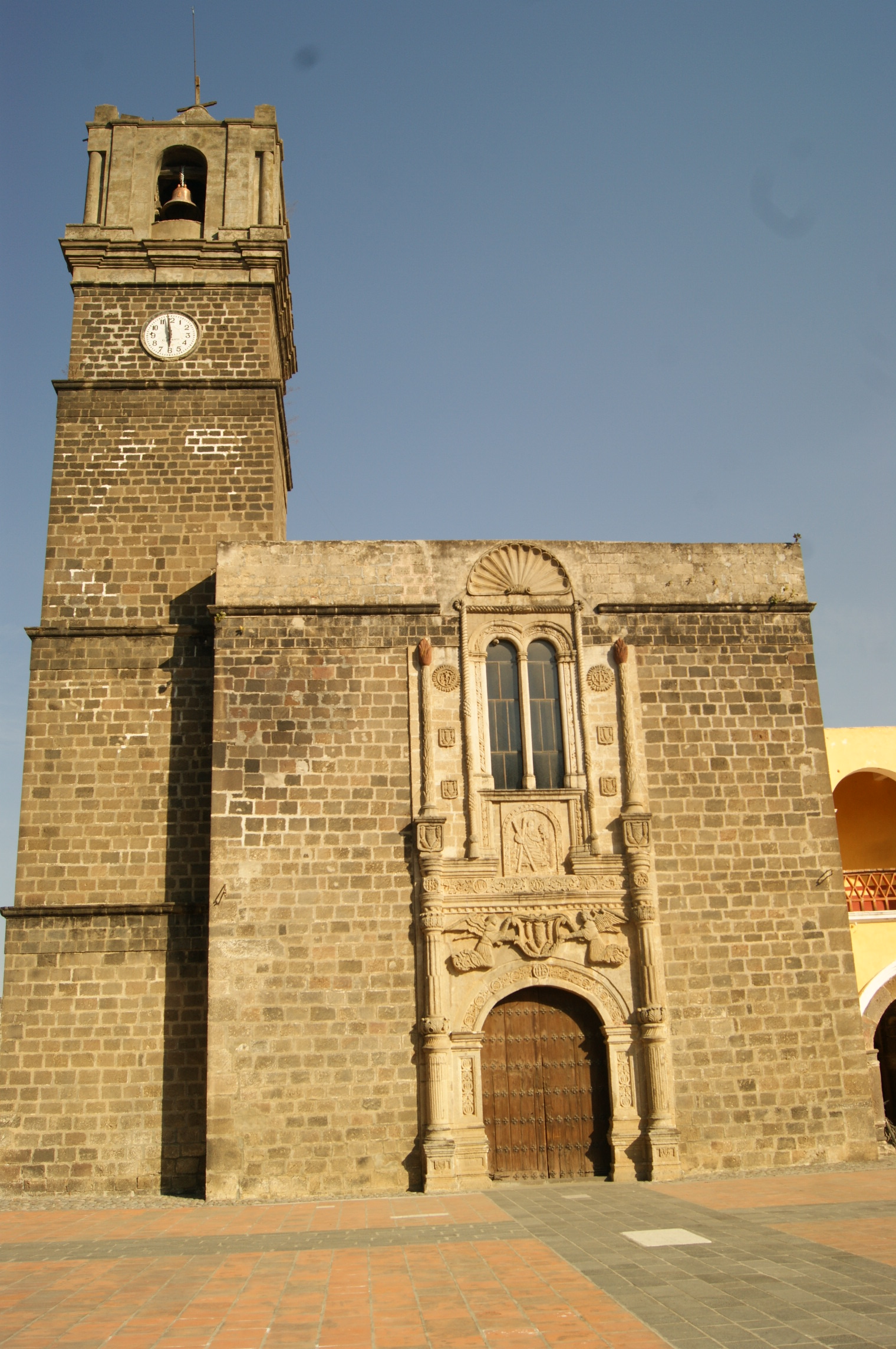
Franziskanerkloster von Calpan

- 1992 – Präkolumbische Stadt El Tajín (K)
- 1993 – Lagune von El Vizcaíno  (K)
- 1993 – Altstadt von Zacatecas (K)
- 1993 – Felszeichnungen in der Sierra de San Francisco (K)
- 1994 – Früheste Klöster des 16. Jh. an den Hängen des Popocatepetl (K, 2021 erweitert)
- 1996 – Präkolumbische Stadt Uxmal (K)
- 1996 – Denkmalensemble von Querétaro (K)
- 1997 – Hospiz Cabañas in Guadalajara (K)
- 1998 – Denkmale von Tlacotalpan (K)
- 1998 – Archäologische Stätten von Paquimé (K)
- 1999 – Archäologische Stätte Xochicalco (K)
- 1999 – Historische Festung Campeche
- 2002 – Maya-Stadt Calakmul (K)
- 2003 – Franziskanermission in der Sierra Gorda in Querétaro
- 2004 – Haus und Studio Casa Barragán (K)

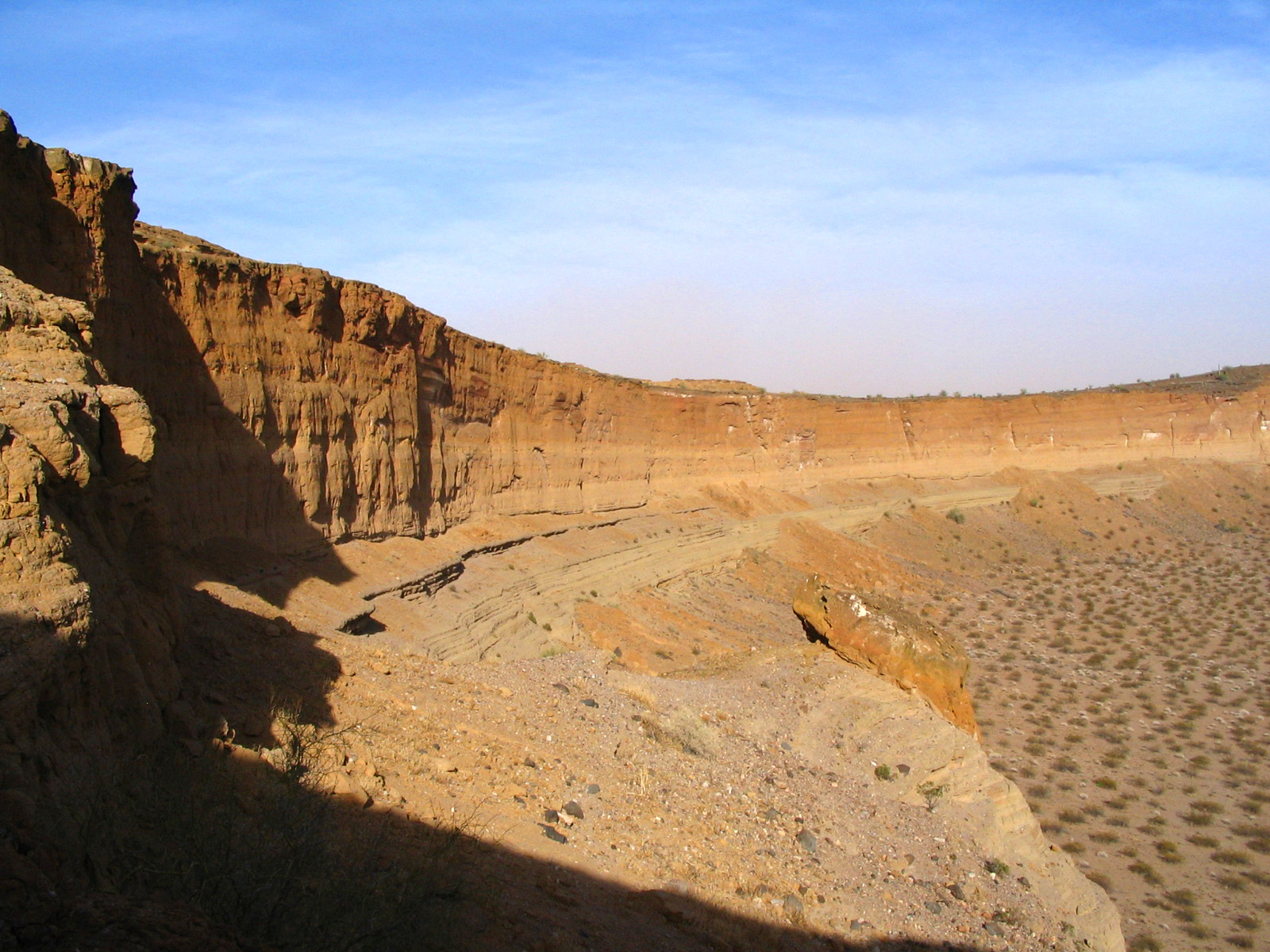
El Pinacate

- 2005 – Inseln und geschützte Gebiete im Golf von Kalifornien (N, G)
- 2006 – Agavenlandschaft und Tequila-Produktionsstätten bei Tequila (K)
- 2007 – Campus der Universidad Nacional Autónoma de México (K)
- 2008 – Ummauerte Stadt San Miguel de Allende und Wallfahrtskirche Jesús de Nazareno de Atotonilco
- 2008 – Biosphärenreservat Mariposa Monarca (N)
- 2010 – Silberroute El Camino Real de Tierra Adentro (K)
- 2010 – Prähistorische Höhlen von Yagul und Mitla (K)
- 2013 – Biosphärenreservat El Pinacate y Gran Desierto de Altar (N)
- 2015 – Aquädukt des Padre Tembleque (K)
- 2016 – Revillagigedo-Inseln (N)

## Nicaragua

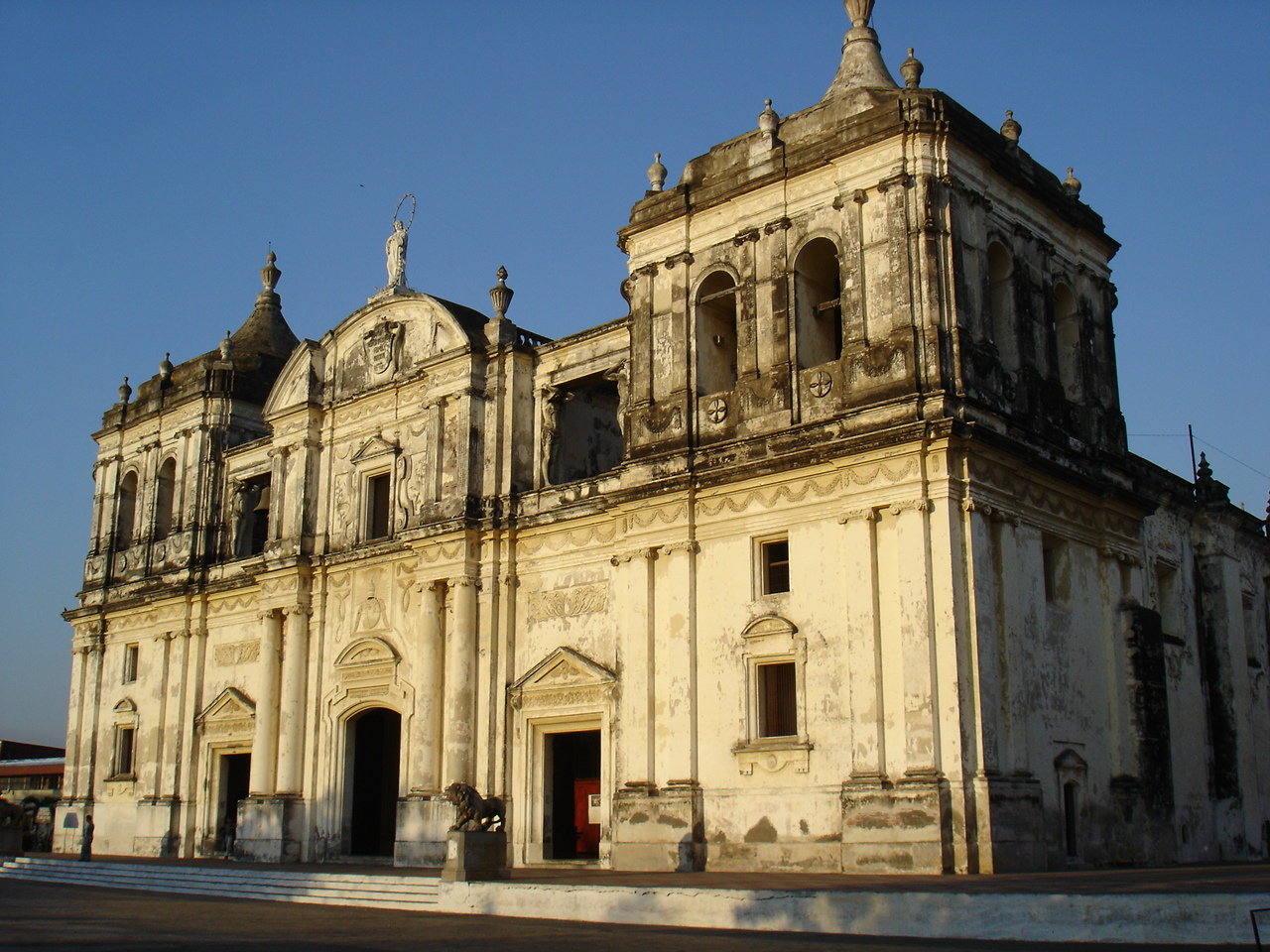
Kathedrale von León

- 2000 – Ruinen von León Viejo (K)
- 2011 – Kathedrale von León (K)

## Niederlande
- 1997 – Hafen und Stadtzentrum von Willemstad (K) auf der Insel Curaçao

## Panama

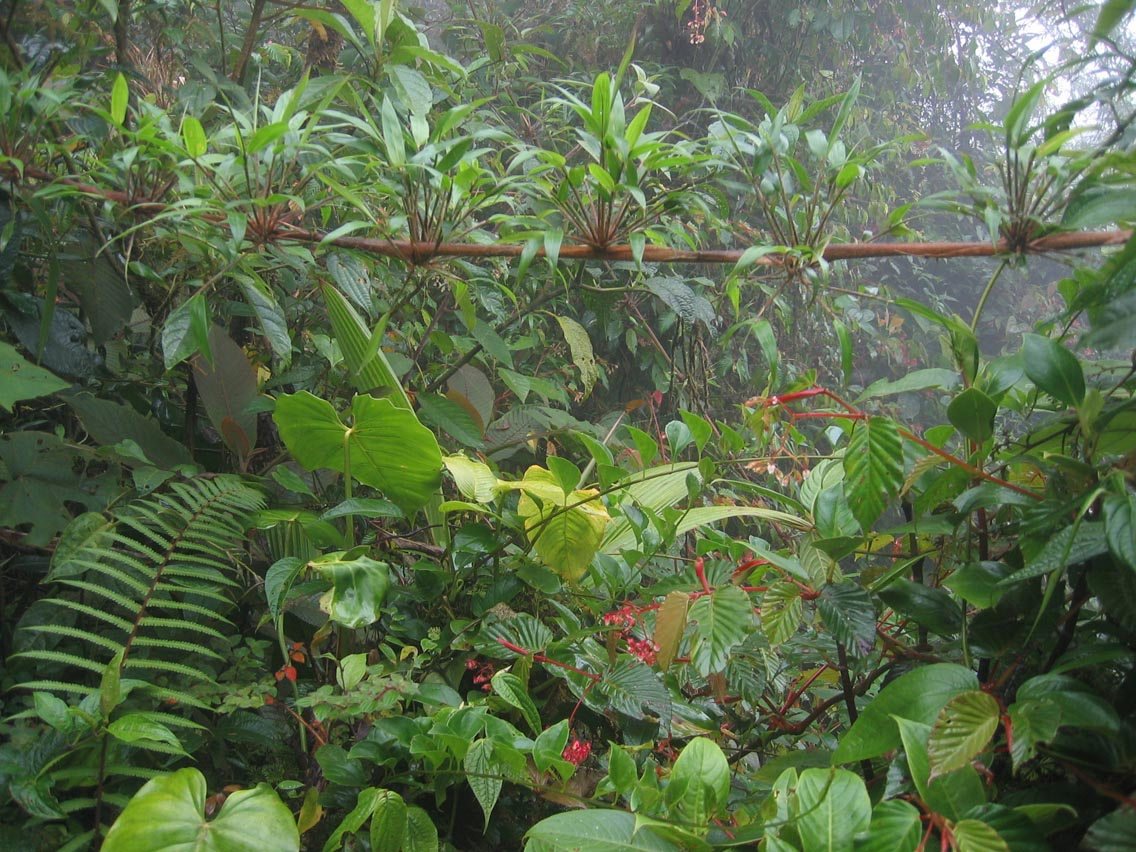
Nationalpark La Amistad

- 1980 – Festungen an der karibischen Küste in Panama: Portobelo-San Lorenzo (K, G)
- 1981 – Nationalpark Darién (N)
- 1990 – Nationalpark La Amistad (N)
- 1997 – Archäologische Stätten der Altstadt und das historische Zentrum von Panama-Stadt (K)
- 2005 – Nationalpark Coiba und geschützte Meeresgebiete (N)

## Paraguay
- 1993 – Jesuitenreduktionen La Santísima Trinidad de Paraná und Jesús de Tavarangüe (K)

## Peru
- 1983 – Stadt Cuzco (K)

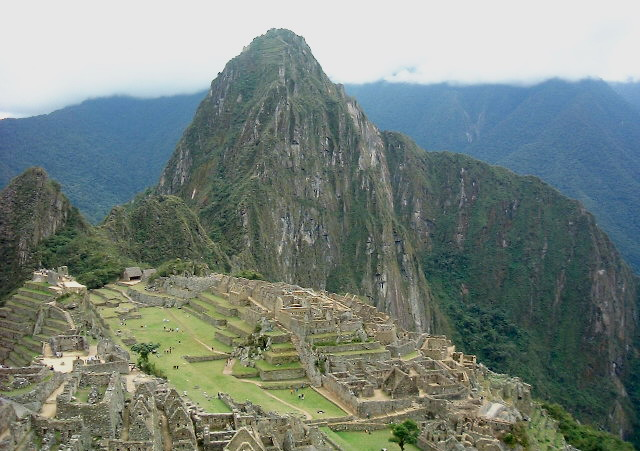
Machu Picchu

- 1983 – Historische Stätte Machu Picchu (K/N)
- 1985 – Heiligtum von Chavín de Huántar (K)
- 1985 – Nationalpark Huascarán (N)
- 1986 – Ruinenstadt Chan Chan (K, G)
- 1987 – Nationalpark Manu (N)
- 1988 – Altstadt von Lima mit Franziskanerkloster (K)
- 1990 – Río-Abiseo-Nationalpark mit archäologischen Fundstätten (K/N)
- 1994 – Linien und Bodenzeichnungen von Nasca und Pampas de Jumana (K)
- 2000 – Historisches Stadtzentrum von Arequipa (K)
- 2009 – Heilige Stadt Caral-Supe (K)
- 2014 – Qhapaq Ñan, Anden-Straßensystem (K, transnational mit Argentinien, Bolivien, Chile, Ecuador, Kolumbien)
- 2021 – Archäoastronomischer Komplex von Chanquillo (K)

## St. Kitts und Nevis

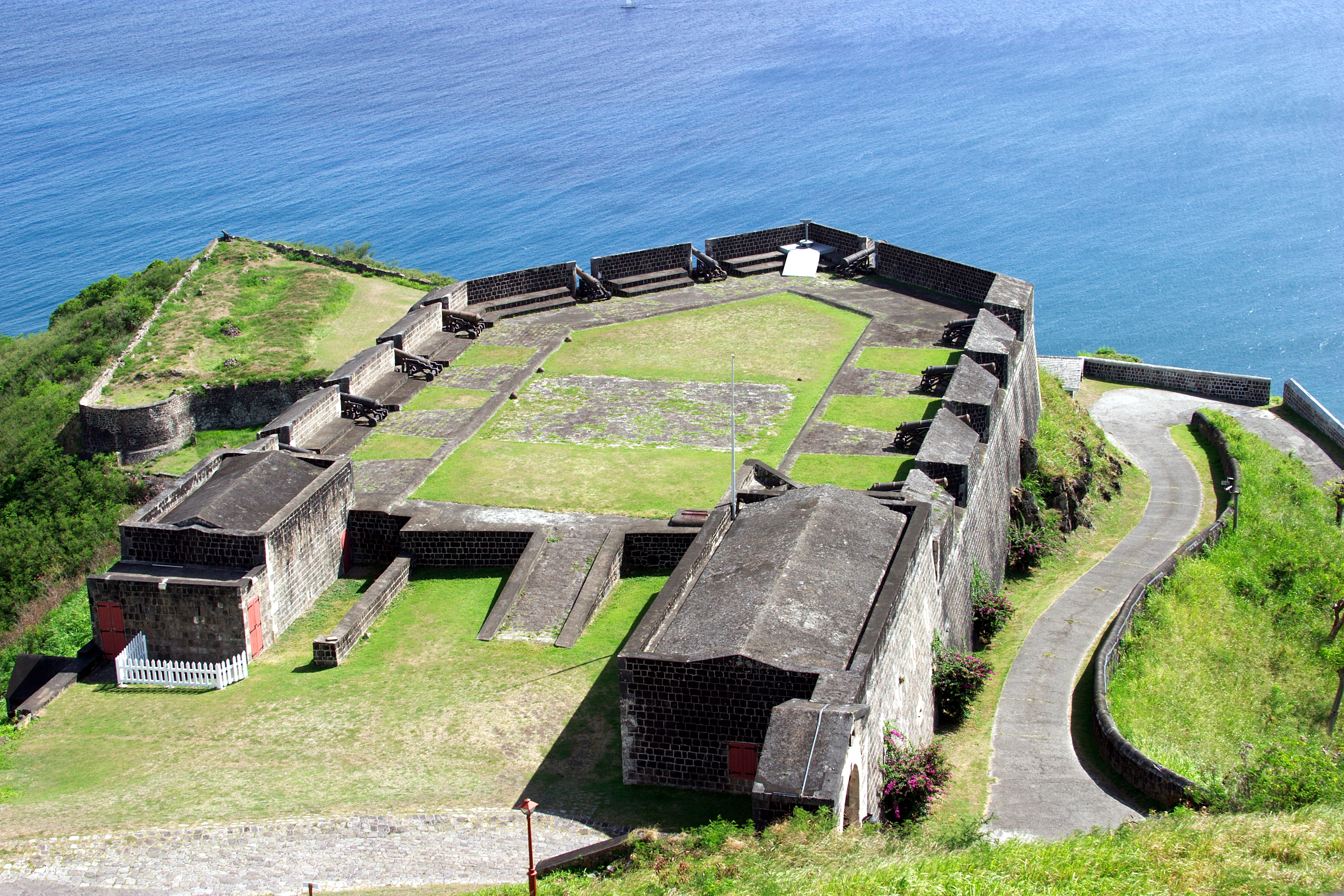
Brimstone Hill Fortress

- 1999 – Nationalpark Brimstone Hill Fortress (K)

## St. Lucia
- 2004 – Naturschutzgebiet Pitons (N)

## Suriname

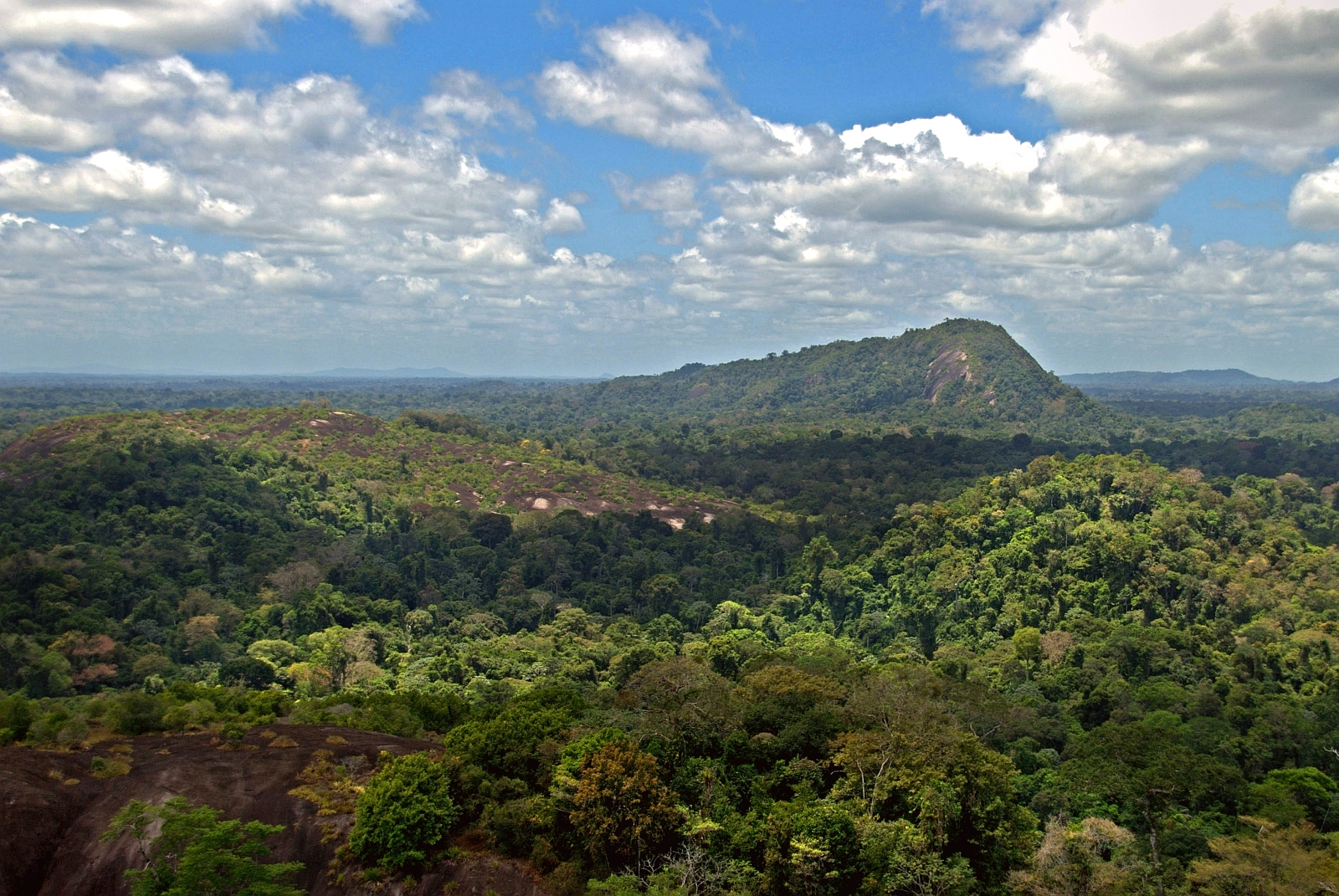
Zentral-Suriname-Naturschutzgebiet

- 2000 – Zentral-Suriname-Naturschutzgebiet (N)
- 2002 – Historische Innenstadt von Paramaribo (K)

## Uruguay
- 1995 – Historisches Viertel der Stadt Colonia del Sacramento (K)
- 2015 – Industrielandschaft von Fray Bentos (K)
- 2021 – Die Ingenieurbaukunst von Eladio Dieste: Kirche von Atlántida (K)

## Venezuela
- 1993 – Altstadt von Coro (K, G)
- 1994 – Nationalpark Canaima (N)
- 2000 – Universitätsstadt von Caracas (K)

## Vereinigte Staaten
- 1978 – Mesa Verde (K)

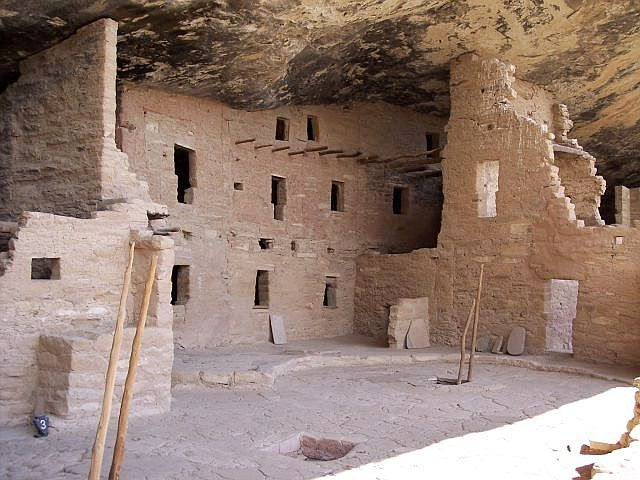
Mesa Verde

- 1978 – Yellowstone-Nationalpark (N)
- 1979 – Grand-Canyon-Nationalpark (N)
- 1979 – G Everglades-Nationalpark (N)
- 1979 – Independence Hall (K)
- 1979 – Wrangell-St.-Elias-Nationalpark und Glacier-Bay-Nationalpark (1992) (N), (als Teil des Parksystems Kluane / Wrangell-St. Elias / Glacier Bay / Tatshenshini-Alsek)
- 1980 – Redwood-Nationalpark (N)
- 1981 – Mammoth-Cave-Nationalpark (N)
- 1981 – Olympic-Nationalpark (N)
- 1982 – Historische Stätte von Cahokia Mounds (K)
- 1983 – Great-Smoky-Mountains-Nationalpark (N)

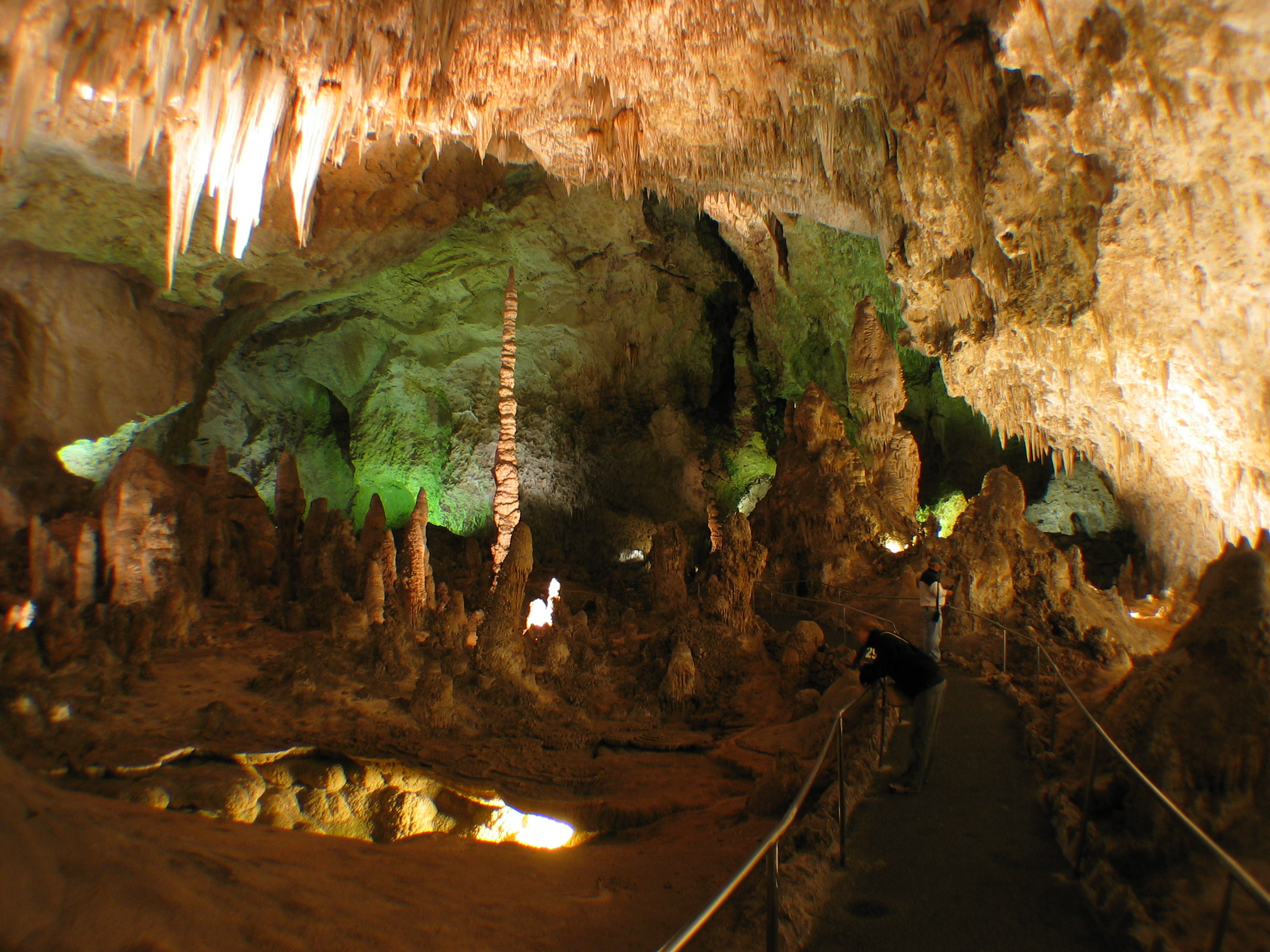
Carlsbad Caverns

- 1983 – La Fortaleza und San Juan National Historic Site in Puerto Rico (K)
- 1984 – Freiheitsstatue (K)
- 1984 – Yosemite-Nationalpark (N)
- 1987 – Monticello und Universität von Virginia in Charlottesville (K)
- 1987 – Historischer Nationalpark Chaco Culture (K)
- 1992 – Taos Pueblo (K)
- 1995 – Carlsbad-Caverns-Nationalpark (N)
- 1995 – Glacier-Nationalpark (als Teil des Waterton-Glacier International Peace Parks) (N)
- 2014 – Monumentale Erdwerke von Poverty Point (K)
- 2015 – Die Missionen in San Antonio (K)
- 2019 – Die Architektur des 20. Jahrhunderts von Frank Lloyd Wright (K)
- 2023 – Zeremonielle Erdwerke von Hopewell (K)
- 2024 – Siedlungen der Herrnhuter Brüdergemeine (K)

Die Vereinigten Staaten haben auch Welterbestätten außerhalb Amerikas.

## Vereinigtes Königreich
- 2000 – Stadt St. George’s auf den Bermudas (K)